# CryEngine (4-го поколения)
CryEngine — игровой движок, разрабатываемый компанией Crytek. В отличие от предыдущих движков компании, новый CryEngine не будет идентифицироваться номерами версий. Причина такого изменения, по словам компании, в том, что со времени релиза CryEngine 3, движок претерпел значительные изменения и более не является тем же самым движком, а постоянные обновления и улучшения будут поддерживать его на высоком уровне конкурентоспособности.
CryEngine официально анонсирован 21 августа 2013 года. Первая игра, в которой был задействован обновленный CryEngine — Ryse: Son of Rome, разработанный компанией Crytek.

## Модель распространения
Движок и SDK распространяются бесплатно для использования в образовательных и некоммерческих целях. Но для коммерческого распространения продуктов, основанных на CryEngine нужно приобрести лицензию.
На GDC 2014 Crytek заявили, что с мая 2014 года инди-разработчики смогут пользоваться CryEngine по подписке за 9.90 долларов/евро на одного пользователя в месяц, без отчислений каких-либо роялти.

## Игры, использующие CryEngine (4-го поколения)
| Название                  | Год      | Разработчик            | Издатель           | Платформа                                        |
| ------------------------- | -------- | ---------------------- | ------------------ | ------------------------------------------------ |
| Ryse: Son of Rome         | 2013     | Crytek                 | Microsoft Studios  | Microsoft Windows, Xbox One                      |
| Evolve                    | 2015     | Turtle Rock Studios    | 2K Games           | Microsoft Windows, PlayStation 4, Xbox One       |
| Armored Warfare           | 2015     | Obsidian Entertainment | My.com             | Microsoft Windows                                |
| Homefront: The Revolution | 2016     | Dambuster Studios      | Deep Silver        | Microsoft Windows, PlayStation 4, Xbox One       |
| Sniper: Ghost Warrior 3   | 2017     | C.I Games              | C.I Games          | Microsoft Windows, PlayStation 4, Xbox One       |
| Prey                      | 2017     | Arkane Studios Austin  | Bethesda Softworks | Microsoft Windows, PlayStation 4, Xbox One       |
| Kingdom Come: Deliverance | 2018     | Warhorse Studios       | Warhorse Studios   | Microsoft Windows, OS X, PlayStation 4, Xbox One |
| Human Element             | Отменена | Robotoki               | Нет данных         | Microsoft Windows, PlayStation 4, Xbox One       |